# Font del Pla de la Boqueria
La font del Pla de la Boqueria és una construcció neoclàssica situada a la plaça homònima, tocant a la Rambla de Barcelona. Està catalogada com a bé cultural d'interès local.

## Història i descripció
En aquest indret hi havia una de les portes de la muralla de la Rambla. Era una zona de trobada per als venedors ambulants i pagesos dels pobles i masies properes, que hi venien els seus productes per a estalviar-se l'impost d'entrada de mercaderies.
La font va ser construïda el 1830 en substitució d'una anterior, enderrocada el 1818 juntament amb un pany de la muralla. Originàriament era una construcció de planta baixa, coronada per una balustrada i una terrassa al nivell del primer pis de la casa Navarro.
Es troba dintre d'una gran fornícula d'arc de mig punt adovellat. Disposa d'un basament on es localitza la zona de recollida i conducció de l'aigua que surt de les aixetes. Al tram central hi ha tres planxes de pedra, en cadascuna de les quals hi ha representada una cara humana, abillada amb una corona de llorer i la melena d'un lleó. Aquest cos es remata amb un gran escut de Barcelona exempt al centre de la composició, amb els atributs d'Hèrcules (la clava i la pell de lleó als peus) com a llegendari fundador de la ciutat.